# Biblioteca Nazionale dell'Uruguay
La biblioteca nazionale dell'Uruguay (Biblioteca Nacional de Uruguay in spagnolo) è la biblioteca più importante e antica dell'Uruguay. Fondata nel 1816, si trova sulla centrale avenida 18 de Julio a Montevideo, in un edificio neoclassico progettato dall'architetto Luis Crespi inaugurato nel 1965. E'sotto la giurisdizione del Ministero dell'Educazione e della Cultura dell'Uruguay.

## Storia
La biblioteca nazionale dell'Uruguay, sorta inizialmente come "biblioteca pubblica", fu aperta dal governo cittadino il 26 maggio 1816 su richiesta di Dámaso Antonio Larrañaga e con l'appoggio di José Gervasio Artigas. La collezione iniziale era composta da circa 5.000 volumi donati in gran parte da Larrañaga, José Manuel Pérez Castellano, José Raimundo Guerra e parte della biblioteca del convento di San Francisco. La prima sede era situata nel forte di Montevideo, nella odierna Piazza Zabala. A seguito dell'invasione luso-brasiliana la collezione venne in parte dispersa e ridotta ad un totale di circa 2.000 volumi.
Nel 1926 venne acquistato il terreno dove si trova la sede attuale, i cui lavori iniziarono il 26 maggio 1938. Nello stesso anno la biblioteca prese il nome di Biblioteca Nazionale, trasferendosi nel nuovo edificio nel 1955, anche se la cerimonia di inaugurazione si tenne solo nel 1964.